# 염유나
염유나는 대한민국의 아나운서다.

## 방송
- 원피스 (2013) - 진행